# Magyar–török tükörfordítások
A magyar nyelvben és a török nyelvekben legalább nyolc olyan szó van, amelyek egymás tükörfordításai és így a magyar nép, illetve török népek korábbi szoros együttélésének bizonyítékai közé sorolhatók.
Két nyelv közti tükörfordítások jelentős száma arra utal, hogy valamikor nagy lehetett azok száma, akik mindkét nyelvet beszélték. Bíborbanszületett Konstantin bizánci császár arról számol be, hogy a magyarokhoz csatlakozott kabarok "a kazárok nyelvére is megtanították ezeket a türköket ( a magyarokat ) és mostanáig használják ezt a nyelvet, de tudják a türkök másik nyelvét is."
Ligeti Lajos, illetve Bereczki Gábor kutatásai szerint ezek a szavak a következők:
- Egyház (vagyis "szent ház")
- Ünnep (korábban idnap, vagyis "szent nap": török nyelvekben a szó vasárnapot jelöli)
- Kútfő (mint "forrás, eredet")
- Fogas, vagyis süllő (a bolgár-török nyelvben a halat jelölő *šilliγ ugyancsak "fogas" jelentésű)
- Megalszik (Jelentésbeli azonosság: a tej és a vér is megalszik)
- Házas (vagyis "férjezett", illetve "nős")
- Vagyon (vagyis "gazdagság" – a „van” létige régi formája)
- Féreg ( egyszerre jelent "farkast" és "csúszómászót").

A tükörfordítások, akárcsak a török jövevényszavak a magyar nyelvben egykori szoros együttélés maradványai. Ugyanakkor a nagyszámú török jövevényszó átvétele nem járt alaktani elemek átvételével, ami még szorosabb kapcsolatra utalna, az ismert tükörfordítások száma pedig nem kiemelkedően magas, példáué a német átvételekhez hasonlítva.
Ligeti Lajos egy tanulmányában (A magyar nyelv török kapcsolatai és ami körülöttük van) majdnem húsz német összetett szó magyar tükörfordítását közli, ezen kívül tükörkifejezést és szólásokat is. A magyar nyelvben szláv tükörszók és tükörjelentések is vannak. (Ugyanakkor nem bizonyos, hogy a lehetséges török kapcsolatok mindegyikére vagy zömére rábukkantak már a kutatók. A könyvnyomtatás és írástudás elterjedése pedig segíthette a tükörfordítások elterjedését, például a magyar–német relációban.)